# Haptoglobin
Haptoglobin (Hp) ist ein im Blutplasma vertretenes Transport- und Akute-Phase-Protein, das zur Gruppe der α2-Globuline gehört. Es wird von der Leber gebildet und ins Blut abgegeben. Seine Aufgabe ist die Bindung und der Transport von Hämoglobin, um es dem Abbau im Retikuloendothelialen System (RES) zuzuführen und die Ausscheidung von Eisen über die Nieren sowie deren Schädigung durch Hämoglobin zu verhindern. Die Bindung erfolgt dabei spezifisch und fest an den Globin-Anteil des Hämoglobins. Der entstandene Komplex wird binnen weniger Minuten abgebaut. Übersteigt der Anfall von Hämoglobin die Bindungskapazität des Haptoglobin, kommt es zu einer Hämoglobinämie. Durch Bindung an Haptoglobin wird freies Hämoglobin nicht nur von den Nieren ferngehalten, es kann so auch keinen oxidativen Zellschaden verursachen und es steht bei Infektionen auch nicht mehr als Substrat für Bakterien zur Verfügung.
Als Laborwert beim Menschen ist Haptoglobin der empfindlichste zur Verfügung stehende Marker einer Hämolyse.

## Geschichte
Haptoglobin wurde 1938 von M. Polonovski und M.F. Jayle entdeckt.

## Aufbau
Haptoglobin besteht aus 4 Polypeptidketten, zwei leichten (α) und zwei schweren (β). Die leichten Ketten, die in zwei Varianten vorliegen können (α1 oder α2), weisen in der Abfolge ihrer Aminosäuren Ähnlichkeiten zu denen der Immunglobuline auf, die schweren Ketten haben eine Trypsin-ähnliche Proteasewirkung und sind am Abbau des Globins nach Spaltung des Porphyrinrings des Häms in der Leber beteiligt.
Es wird zwischen homozygoten Hp 1-1 und Hp 2-2 und heterozygoten Hp 1-2 Typen unterschieden, die sich in der Kombination der α1-, α2- und β-Ketten und (wegen deren unterschiedlichem Gewicht) deshalb auch in ihrem elektrophoretischen Muster unterscheiden. Der erstgenannte Phänotyp ist vermehrt bei Afrikanern sowie Zentral- und Südamerikanern, der zweite bei Asiaten, der dritte bei Mitteleuropäern zu finden.

## Laborwert
Haptoglobin ist der empfindlichste zur Verfügung stehende Marker einer Hämolyse. Durch die Erniedrigung des freien Haptoglobins (d. h. bei einem vermehrten Abtransport von Hämoglobin zum Abbau) kann daher unter Umständen eine Hämolyse erkannt werden, bei der die übrigen zur Verfügung stehenden Marker (z. B. Kalium, LDH, indirektes Bilirubin) noch normal sind.
In diesem Zusammenhang ist Haptoglobin entscheidender Marker für das HELLP-Syndrom, einen schweren mütterlichen Notfall in der Geburtshilfe.

### Bereich
Seine Konzentration beträgt etwa 2 g/l, die maximale Bindekapazität bei etwa 3 g/l. Der Referenzbereich (Normalbereich) im Serum ist alters- und geschlechtsabhängig und liegt näherungsweise bei 0,5-2,5 g/l. Bei einer Hämolyse ist der Wert erniedrigt.

### Bewertung
Bei Hämolyse ist die Haptoglobin-Konzentration (gemessen wird das freie Haptoglobin) erniedrigt, bei Morbus Hodgkin, Malignomen und Nekrosen sowie bei Entzündungen erhöht. Da seine Bildung in der Leber erfolgt, muss bei der Interpretation der Befunde auch berücksichtigt werden, dass es in Kombination mit bestehenden Lebererkrankungen somit auch normal oder erniedrigt sein kann. Umgekehrt können trotz intravasaler Hämolyse der Haptoglobinwert normal sein, wenn gleichzeitig eine Entzündung vorliegt, so dass hier gleichzeitig auch das C-reaktive Protein (CRP) mitbestimmt werden muss, um einen Hinweis auf das Vorliegen einer Entzündung nicht zu übersehen.